# 애니타 아난드
애니타 인디라 아난드(영어: Anita Indira Anand, 1967년 5월 20일~)은 캐나다의 변호사, 학자, 정치인으로 2025년부터 캐나다 외교부장관을 맡고 있다. 자유당 소속으로, 2019년에 하원 의원으로 선출되었으며 현재 오크빌 동부 지역의 국회의원 으로 재직 중에 있다.

## 경력
2019년 캐나다 연방 선거에서 오크빌의 국회의원으로 처음 선출된 후, 그해 11월 입각하였다. 쥐스탱 트뤼도 총리의 제29차 캐나다 내각에서 공공 서비스 및 조달 장관으로 임명되어, 코로나19 범유행 기간 연방 정부의 백신 및 개인 보호 장비 조달을 담당하였다. 2021년에는 국방부 장관에 임명, 2022년 러시아의 우크라이나 침공으로 인한 대(對)우크라 군사 지원에서 핵심적인 역할을 수행하였다. 마크 카니의 제30차 캐나다 내각에서는 혁신, 과학, 산업부 장관으로 임명되었다. 아난드는 의회에 선출된 최초의 힌두교 여성으로서, 캐나다 내각의 최초의 힌두교 구성원이다.
취임한 5월, 아난드 외교장관은 조태열 대한민국 외교부 장관과 상견례를 겸한 전화 통화를 갖고 양국관계, 인도·태평양 정세, 고위급 교류 등을 논의하였다. 아난드 장관은 한국이 캐나다의 인태지역 핵심 협력국인 만큼 앞으로도 외교·안보, 경제·기술 등 파트너십을 전방위적으로 발전시키기 위해 긴밀히 협력하자고 하였다.